# Conrad Helfrich
Conrad Emil Lambert Helfrich (Semarang, 11 ottobre 1886 – L'Aia, 20 settembre 1962) è stato un ammiraglio olandese, che durante la seconda guerra mondiale ricoprì l'incarico di comandante delle forze navali presenti nelle Indie orientali olandesi, di comandante delle forze navali interalleate (ABDAFLOAT), e di comandante delle forze navali olandesi presenti in Estremo Oriente. Tra il 25 agosto 1945 e il 1 ottobre 1948 ricoprì l'incarico di Comandante in capo delle forze navali olandesi (Bevelhebber der Zeestrijdkrachten, o BdZ). il 2 settembre 1945 presenziò a nome del regno d'Olanda alla cerimonia delle firma della capitolazione dell'Impero giapponese tenutasi nella baia di Tokyo a bordo della nave da battaglia statunitense Missouri.

## Biografia
Nacque a Semarang (Giava) l'11 ottobre 1886, figlio di Alexander Josef, di professione medico e di Marie Anna Lambertina Steijns. Dopo aver frequentato la scuola media superiore nelle Indie Orientali Olandesi, nel 1903, all'età di sedici anni, fu ammesso a frequentare il Koninklijk Instituut voor de Marine (KIM) di Den Helder.
Entrato nella marina reale olandese divenne sottotenente di vascello il 16 settembre 1907, e una volta ritornato in colonia prese parte alla spedizione di Bali del 1908. Promosso tenente il 19 settembre 1909, poco prima dello scoppio della prima guerra mondiale rientrò in Patria per ricoprire vari incarichi. Promosso capitano di corvetta il 16 aprile 1919, in quello stesso anno fu assegnato come ufficiale allo Stato maggiore della marina a L'Aia dove lavorò alla stesura di un piano di rafforzamento della flotta delle indie. Tra il 1922  e il 1924 frequentò la Scuola di guerra navale di Den Helder, ricoprendo quindi l'incarico di insegnante tra il 3 novembre 1924 e il 15 agosto 1927. Mentre ricopriva tale funzione un giorno tenne una conferenza su una probabile guerra tra gli Stati Uniti d'America e l'Impero giapponese e i suoi studenti gli chiesero: quando?, e lui rispose in questa generazione segnando quindi con il gesso su di una lavagna i probabili obiettivi Pearl Harbor, il Canale di Panama e San Francisco esclamando ecco dove cadranno gli attacchi.

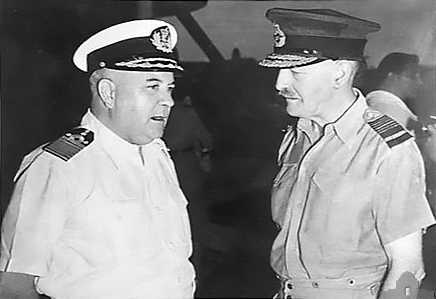
L'ammiraglio C.E.L. Helfrich (a sinistra), Comandante in capo della flotta olandese delle Indie Orientali ritratto nel 1942 insieme al Maresciallo dell'Aria della RAF Sir Robert Brooke-Popham, Comandante in capo delle forze aeree britanniche dell'Estremo Oriente dal 14 novembre 1940 al 27 dicembre 1941.

Tra il 1928 e il 1930 fu comandante del cacciatorpediniere Piet Hein, benendo quindi promosso capitano di fregata il 16 marzo 1930. Trasferito alla marina delle Indie orientali olandesi ricoprì l'incarico di Capo di stato maggiore (26 novembre 1932-19 luglio 1933), venendo promosso capitano di vascello il 1 aprile 1934. Tra il dicembre dello stesso anno e quello dell'anno successivo ricoprì l'incarico di comandante della nave scuola Hertog Hedrik, e poi, fino al 7 dicembre 1937, della Divisione navale delle Indie Olandesi. Rientrato nei Paesi Bassi divenne direttore della Scuola di guerra navale il 16 febbraio 1938, promosso contrammiraglio il 1 settembre di quello stesso anno. Lasciato tale incarico il 1 agosto 1939, a partire dal 18 ottobre successivo. assunse l'incarico di Comandante militare delle Indie Orientali, venendo promosso viceammiraglio il 31 agosto 1940.
Con l'inizio della guerra nel Pacifico emise subito aggressivi ordini alla forza sottomarina olandese di attaccare le navi giapponesi ovunque, ed iniziò a cercare la cooperazione con le marina alleate in quanto era perfettamente al corrente che le forze armate olandesi non potevano sperare di difendere a lungo le Indie orientali. Quando nel gennaio 1942 fu costituito il comando interalleato ABDA, il comando delle forze navali (ABDAFLOAT) fu assunto dall'ammiraglio americano Thomas C. Hart. Il 12 febbraio sostituì Hart alla testa delle forze navali dell'ABDA iniziando immediatamente le operazioni offensive. 
Quando il 3 febbraio 1942 iniziò l'attacco giapponese la squadra navale al comando del contrammiraglio Karel Doorman fu impegnata in combattimento durante la battaglia del Mare di Giava venendo sconfitta.  Il 28 dello stesso mese il comando ABDA fu sciolto, e il 3 marzo successivo divenne comandante delle forze navali olandesi presenti in Estremo Oriente stabilendo il suo Quartier generale a Colombo (Ceylon) dove rimase fino al termine del conflitto, il 25 agosto 1945, preparando il ritorno dell'amministrazione olandese nelle Indie Orientali. Promosso Tenente-ammiraglio nel corso del 1945, il 25 agosto assunse il Comando delle forze navali olandesi (Bevelhebber der Zeestrijdkrachten, o BdZ) mantenendolo fino al 1º ottobre 1948. Il 2 settembre 1945 prese parte alla cerimonia della firma della capitolazione giapponese, avvenuta a bordo della nave da battaglia Missouri nella baia di Tokyo, in rappresentanza del Regno d'Olanda.
Rientrato a Giava il 1 ottobre 1945 mantenne l'incarico di Comandante delle forze armate olandesi presenti nelle Indie Orientali fino a quando tale comando non fu soppresso in data 24 gennaio 1946. Cercò di contrastare con ogni mezzo militare il movimento indipendentista indonesiano opponendosi fieramente, in questo sostenuto dal Capo di stato maggiore dell'esercito generale Hendrik Johan Kruls, al compromesso con il leader indipendentista Sukarno arrivando a contestare apertamente, senza sortire però alcun risultato, la firma dell'accordo di Linggarjati del 15 dicembre 1946.
Lasciò l'incarico di Bevelhebber der Zeestrijdkrachten il 1 ottobre 1948, andando definitivamente in pensione il 1º gennaio 1949. Ritiratosi a vita privata nel corso del 1950 pubblicò le sue memorie, spegnendosi a L'Aja il 20 settembre 1962.

## Onorificenze

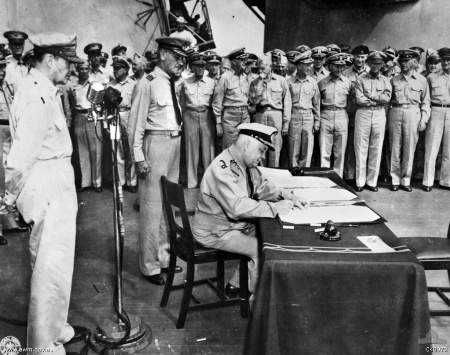
Baia di Tokyo, Giappone, 2 settembre 1945. L'ammiraglio C.E.L. Helfrich, in rappresentanza del Regno d'Olanda, firma la capitolazione dell'Impero giapponese a bordo della corazzata Missouri. In piedi, dietro al microfono, il generale americano Douglas MacArthur, Comandante supremo delle forze alleate del Pacifico.

- Oorlogsherinneringskruis
- Mobilisatiekruis 1914-1918
- Expeditiekruis

## Pubblicazioni
- Memoires, Elsevier, Amsterdam, 1950.
- Koninkrijk en zeemacht, Schiedam, 1951.
- Het schip van staat en de waan van de dag, Sl, 1954.
- Nieuw-Guinea politiek, Gravenhage, 1955.

### Annotazioni
1. ↑  In lingua olandese Hoogere Marine Krijgsschool.
2. ↑  Questo fatto gli valse il soprannome da parte degli inglesi di "Ship-a-day Helfrich",
3. ↑  In lingua olandese Bevelhebber Strijdkrachten Oosten, o BSO.

### Fonti
1. 1 2 3  Womack 2015, p. 76.
2. ↑   World Battlefronts: Home Is The Sailor, in TIME, 9 marzo 1942. URL consultato il 5 luglio 2016 (archiviato dall'url originale il 15 agosto 2016).
3. 1 2  Womack 2015, p. 104.
4. 1 2 3   L Klemen, Vice-Admiral Conrad Emil Lambert Helfrich, su Forgotten Campaign: The Dutch East Indies Campaign 1941–1942, 1999–2000 (archiviato dall'url originale il 26 luglio 2011).
5. ↑  Womack 2015, p. 20.
6. 1 2   World Battlefronts: Dutchman's Chance, in TIME, 23 febbraio 1942. URL consultato il 5 luglio 2016 (archiviato dall'url originale il 25 ottobre 2011).
7. ↑  Womack 2015, p. 102.
8. ↑  Womack 2015, p. 103.